# Крчелич, Балтазар Адам
Балтазар Адам Крчелич (хорв. Baltazar Adam Krčelić; 5 февраля 1715 — 29 марта 1778) — хорватский историк.
Был каноником в Загребе, затем ректором хорватского училища в Вене. Написал на латинском языке ряд трудов по истории южных славян, из которых важнейшие: «Historia cathedr. ecclesiae Zagrebi» (доведена до 1603; Загреб, 1769) и «De regnis Daim., Croat., Slav. notitia praeliminares» (Загреб, 1770), а на сербском: «Żiwljenje błażenoga Augustina Gazotti» (Загреб, 1747). Крчелич был одним из продолжателей всемирной хроники Витезовича.